# خوان خوسيه باروس
خوان خوسيه باروس (بالإسبانية: Juan Barros)‏ (24 يونيو 1989 في كولومبيا - ) هو مدرب كرة قدم ولاعب كرة قدم كولومبي وبيروفي في مركز الهجوم. شارك مع منتخب البيرو تحت 20 سنة لكرة القدم. أما مع النوادي، فقد لعب مع الجامعي دي بيرو وديبورتيفو كالي وميونخ 1860 ونادي سبورتينغ كريستال وكورونل بولوجنسي ونادي ميلغار أريكيبا وUnión Comercio ‏ ونادي كوبريلوا.

## وصلات خارجية
- خوان خوسيه باروس على موقع قاعدة بيانات كرة القدم.إي يو (الإنجليزية)
- خوان خوسيه باروس على موقع ناشيونال فوتبول تيمز (الإنجليزية)